# Cornelia Schönfelder
Cornelia Schönfelder (geboren 1961) ist eine deutsche Juristin, Richterin und Staatsanwältin. Sie ist seit 2020 Vizepräsidentin des Oberlandesgerichts Dresden und stellvertretendes berufsrichterliches Mitglied am Verfassungsgerichtshof des Freistaates Sachsen.

## Beruflicher Werdegang
Cornelia Schönfelder absolvierte nach dem Studium in Bonn ihren Vorbereitungsdienst im Landgerichtsbezirk Koblenz. Nach dem Zweiten Staatsexamen trat sie 1993 in den Justizdienst ein.
Es folgten unter anderem Stationen als Richterin beim Amts-, Land- und Oberlandesgericht,  als  Oberstaatsanwältin  bei  der  Generalstaatsanwaltschaft Dresden sowie als Referatsleiterin im Sächsischen Staatsministerium der Justiz. So war sie ab dem 2. August 1993 Richterin auf Probe am inzwischen aufgelösten Amtsgericht Neustadt in Sachsen. Im Juni 1999 wechselte sie als Staatsanwältin zur Staatsanwaltschaft Dresden.  Im Dezember 2001 wurde sie Vorsitzende Richterin am Landgericht Bautzen. Ab dem 1. Oktober 2008 war sie als Oberstaatsanwältin zur Generalstaatsanwaltschaft Dresden abgeordnet. Von 2014 bis 2017 war Schönfelder Vizepräsidentin des Amtsgerichts Chemnitz.
Seit dem 1. September 2017 ist sie als Vorsitzende Richterin am Oberlandesgericht Dresden tätig. Zum 31. Juli 2020 wurde Cornelia Schönfelder als Nachfolgerin von Birgit Munz Vizepräsidentin des Oberlandesgerichts Dresden. Als Vizepräsidentin führt sie weiterhin den Vorsitz im 2. Strafsenat.
Am 10. Juni 2020 wurde die Juristin für eine Amtszeit von neun Jahren zum stellvertretenden berufsrichterlichen Mitglied des Verfassungsgerichtshofes des Freistaates Sachsen gewählt.
Im Juli 2022 ruhte ihre Mitgliedschaft.